# Pinksterbloemlangsprietmot

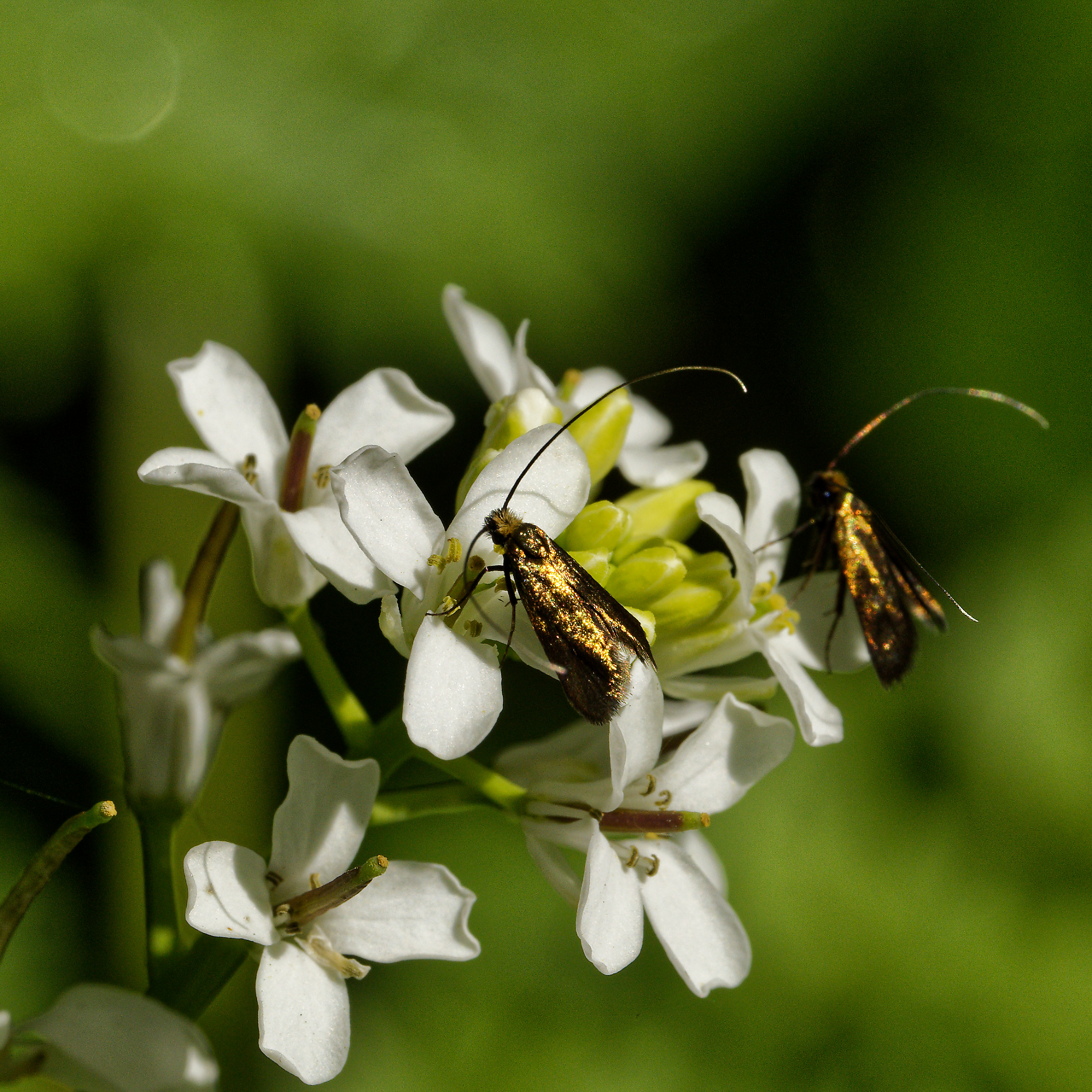
Pinksterbloemlangsprietmotten in Zutphen

De pinksterbloemlangsprietmot (Cauchas rufimitrella) is een dagactieve nachtvlinder uit de familie Adelidae, de langsprietmotten. De spanwijdte van de vlinder bedraagt tussen de 10 en 12 millimeter. De vleugels hebben een metallische roodpaarse glans.
De larven leven in de zaden van de pinksterbloem. De vlinder overwintert als pop.
Het is een vrij algemene vlinder in Nederland, maar komt in België minder voor. De vliegtijd is mei en juni.

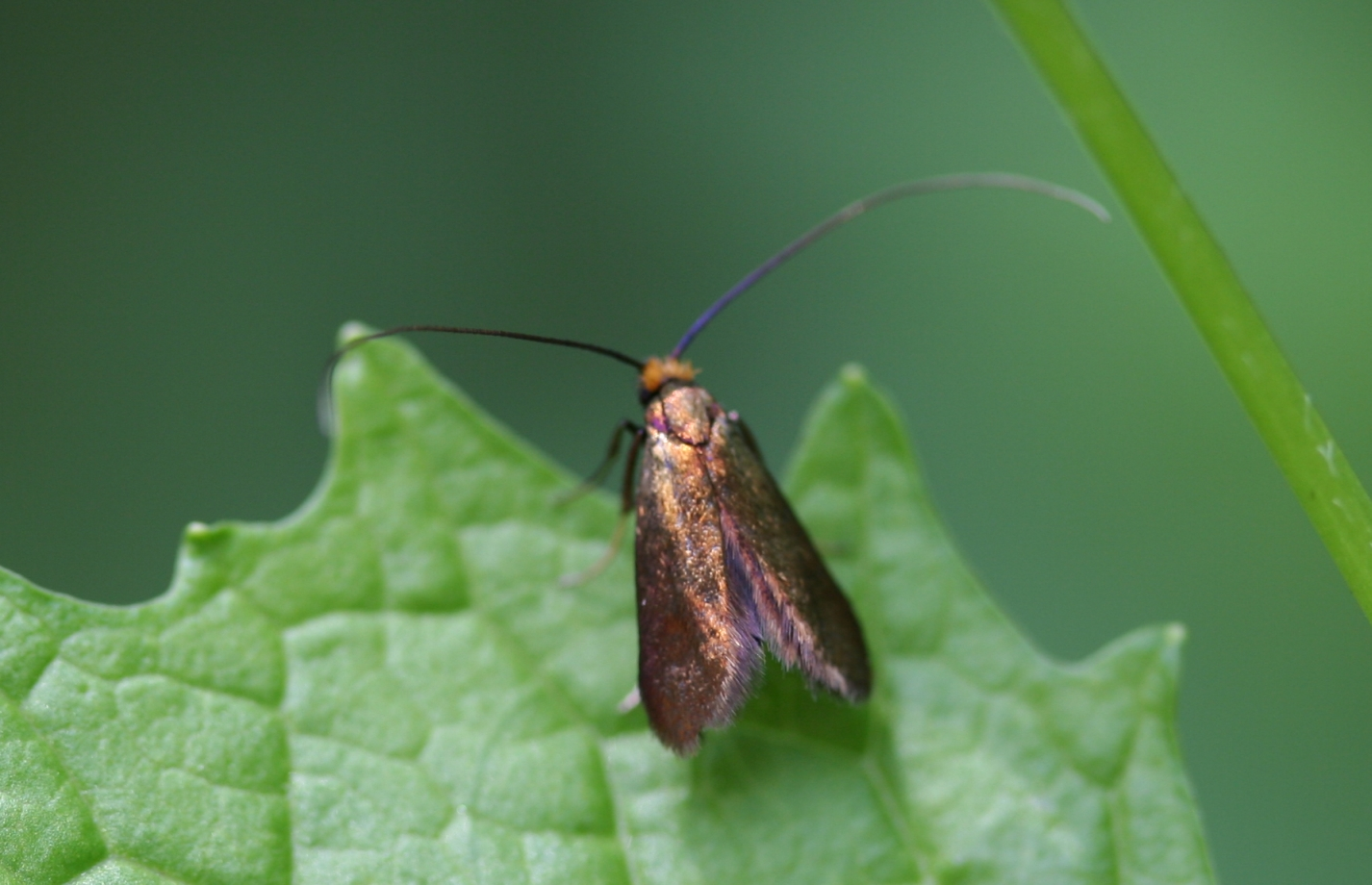